# Marina Maljković
Marina Maljković (en alphabet cyrillique serbe : Марина Маљковић; en alphabet latin serbe : Marina Maljković), née le 26 septembre 1981 à Belgrade (Yougoslavie, actuelle Serbie), est une entraîneuse franco-serbe de basket-ball.

## Biographie
Elle est la fille de l'entraîneur Božidar Maljković, quatre fois vainqueur de l'Euroligue. Polyglotte (serbe, espagnol, grec, anglais), elle maîtrise aussi le français, ayant vécu en France de 1992 à 1997.
De 2004 à 2007, elle dirige l'Ušće Belgrade, puis de 2007 à 2009 l'Hemofarm Vrsac (Serbie) puis jusqu'en 2013 le ŽKK Partizan Belgrade, toujours en Serbie. À l'été 2013, elle rejoint le club français de Lyon. « J’ai été séduite par le projet du club et je ne vous cache pas que la France avait ma priorité. Pour avoir vécu cinq ans à Limoges puis à Paris, la culture française m’est très proche. Et puis, après avoir tout gagné en Serbie, il était temps pour moi d’aller voir ailleurs. »
Elle décroche une qualification sportive de Lyon pour l'Eurocoupe en remportant le Challenge Round, mais le club y renonce pour des raisons financières. Attachée au club, elle annonce y rester avant même la confirmation de son maintien en LFB : « Je suis revenu exprès de Serbie cette semaine et j’ai rencontré le président Nicolas Forel, mercredi dernier, pour lui annoncer ma décision de poursuivre l’aventure à Lyon. Je suis même prête à entraîner en Nationale 3 s’il le faut. Je n’abandonnerai pas le club. Il y a tellement d’amour et de respect entre tous les membres et environnement du club. Je veux partager le destin du LBF avec les dirigeants, actionnaires, joueuses, supporters. ». La seconde saison est moins aboutie : « Je pense que la première année a été une réussite, avec beaucoup de travail. L'année dernière, on a eu beaucoup de difficultés, mais qui ne m’ont pas découragée sinon je ne serais pas là. Je suis encore plus motivée pour attaquer la saison prochaine, avec nos propres objectifs, toujours en restant réaliste. »
Pour la saison 2016-2017, elle s'engage avec le club Turc de Galatasaray SK. Deux fois finaliste du championnat, elle remporte l'Eurocoupe 2018, elle signe pour 2018-2019 avec le club chinois de Shanghai Octopus expliquant que malgré la victoire en Eurocoupe les nouveaux dirigeants du club turc comptaient d'abord donner la priorité au football. Elle est néanmoins satisfaite de son expérience en Turquie : « Quand je suis arrivée à Galatasaray, c’était un des plus petits budgets de l’Histoire du club. Ils n’avaient pratiquement aucun objectif à part de travailler surtout avec les jeunes joueuses. Malgré tout, on a terminé à la troisième place du championnat et on s’est qualifiées pour l’Euroligue donc c’était énorme ! (...) La deuxième année a été perturbée par les événements [politiques] en dehors du terrain mais la victoire en Eurocoupe est vraiment inoubliable. » Revenant sur les raisons de son arrivée en Chine, elle explique par le challenge sportif : « les dirigeants du club de Shanghai ont pris l’avion en direction de Belgrade pour me recruter. J’ai aimé la manière dont ça s’est passé, l’envie qu’ils ont pu me montrer. Je n’ai pas trop réfléchi. Moi, quand il y a un projet pour lequel j’ai un bon feeling, où je sens que quelque chose d’intéressant se met en place, j’y vais. Je ne me suis pas du tout dit « la Chine, c’est loin, etc. ». Je n’étais pas du tout dans cet état d’esprit. »
En avril 2022, elle signe son retour en Europe, s’engageant pour le club turc du Fenerbahçe İstanbul, succédant à Víctor Lapeña. Elle remporte le titre national et la première Euroligue de l’histoire du club.
Sous contrat jusqu’en 2024, elle démissionne toutefois de son poste en août 2023.

## Carrière en équipe nationale
En 2004, elle est entraîneur adjointe de l'équipe de Serbie et Monténégro U18 puis des U19 l'année suivante.
En 2012, elle est nommée entraîneur de l'équipe de Serbie féminine qui se qualifie pour le championnat d'Europe 2013 et accroche une inattendue quatrième place.
Elle conduit la Serbie au titre européen en battant la France en finale du Championnat d'Europe 2015 sur le score de 76 à 68, ce qui permet au pays d'être directement qualifié pour les Jeux olympiques de Rio. En juillet 2015, elle déclare : « Je ne pense pas que beaucoup de sélectionneurs en Europe puissent ressentir autant d’émotions. Parce que j’ai entraîné certaines des joueuses pendant 12 ans. Certaines m’ont suivie toute ma carrière. Dans un petit pays comme le nôtre, qui n’a pas de Ligue de basket féminin, vous ne pouvez pas vous imaginer ce que c’est d’être champion d’Europe. Vous ne pouvez pas mesurer l’envergure de ce titre […] La récompense, c’est aussi la personne la plus pessimiste ou l’homme macho qui ne veux jamais jeter un coup d’œil au sport féminin de sa vie, et qui là, est devant sa télé à regarder du basket féminin serbe. La récompense, c’est de voir des terrains remplis de petites filles avec un ballon, le lendemain de la finale à 8 heures du matin […] Tous mes rêves se sont réalisés. Pour le pays entier, on est des héroïnes, des légendes. On ne peut plus marcher dans les rues. »
Avec sa sélection, elle remporte la médaille de bronze des Jeux olympiques d'été 2016 en battant la France lors de la petite finale.
Elle démissionne de la sélection début 2017 pour se concentrer sur son activité avec le club de Galatasaray, alors qu'il lui devenait difficile de cumuler les exigences des deux fonctions.
Toutefois, devant l'insistance du nouveau président de la fédération serbe Predrag Danilović, alors que l'équipe a échoué à se qualifier pour la Coupe de monde 2018 lors de l'Euro 2017, elle finit par accepter de reprendre l'équipe nationale en 2018. Elle décroche de nouveau la médaille d'or au championnat d'Europe 2021.
Alors que Valérie Garnier n’est pas reconduite à la tête de l’équipe de France, elle rappelle qu’elle possède la nationalité française et qu’elle parle parfaitement la langue.

### Palmarès

#### Club
- Vainqueure de l’Eurocoupe : 2018
- Vainqueure de l’Euroligue : 2023
- Championne de Turquie : 2023
- Vainqueure de la Ligue adriatique : 2012, 2013[1]
- Championne de Serbie : 2008, 2009, 2010, 2011, 2012, 2013[1]
- Vainqueure de la Coupe de Serbie : 2008, 2009, 2011, 2013[1]
- Vainqueure du Challenge Round : 2014[14]

#### Équipe de Serbie
- Médaille de bronze aux Jeux olympiques de 2016[15]
- Médaille d'or au championnat d'Europe 2015[10] en Hongrie et Roumanie
- Médaille de bronze au championnat d'Europe 2019[10] en Lettonie et Serbie
- Médaille d'or au championnat d'Europe 2021